# Пауки
Пауки́ (лат. Araneae, Aranei, др.-греч. ἀράχνη) — отряд членистоногих, первый по числу известных видов в классе паукообразных (ранее считался вторым после клещей, когда всех клещей объединяли в один отряд). Представители отряда распространены повсеместно. Пауки — облигатные хищники, питаются прежде всего насекомыми или другими мелкими животными. Известно лишь одно исключение — паук-скакун Bagheera kiplingi, питающийся зелёными частями акаций. Отряд включает около 50 тысяч современных и около 1 тысячи ископаемых видов. На территории бывшего СССР известно 2888 видов. Наука, изучающая пауков, называется арахнологией. Широко распространена боязнь пауков — арахнофобия.

## Описание

Внутреннее строение

Тело состоит из двух отделов: головогруди и в основном нерасчленённого брюшка, соединённых тонким стебельком (лат. petiolus s. pediculus), обыкновенно коротким, реже значительно удлинённым (у родов Myrmecium, Formicinoides); головогрудь бороздкой разделена на две явственные области: головную и грудную; из них первая несёт две пары конечностей: хелицеры (chelicerota, chelae, mandibulae), состоящие из одного толстого, обыкновенно короткого членика, вооружённого подвижным коготком, близ острия которого имеется отверстие канала, выводящего ядовитое выделение желез, находящихся в основном членике, и педипальпы (palpi), состоящие из 6 члеников (coxa, trochanter, femur, patella, tibia и tarsus). У половозрелых самцов тарсус педипальп превращён в совокупительный аппарат — цимбиум.
Между хелицерами на вершине бугорка (rostrum) находится ротовое отверстие, служащее для сосания; этот бугорок снизу ограничен передним отростком груди (sternum), так называемой губой (pars labialis), а по бокам двумя максиллярными пластинками (lamina maxillares).
Позади педипальп к головогруди прикреплены четыре пары ног, из которых каждая состоит из 7 члеников: тазика (соха), вертлуга (trochanter), бедра (femur), чашечки (patella), голени (tibia), предлапки (metatarsus) и лапки (tarsus), вооружённой снизу гладкими или зазубренными коготками, между которыми имеется иногда более короткий непарный коготок.

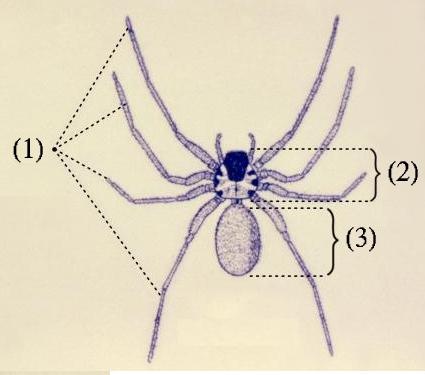
Анатомия паука:
(1) четыре пары ног
(2) головогрудь
(3) опистосома

На передней выпуклой лобной части головогруди, которая у некоторых родов принимает форму то конуса (Theridion, Erigone), то булавы, на вершине которой расположены хелицеры (Eriauchenius), то снабжена остриём, находятся глаза в числе 8 (у большинства видов), 6 (у представителей семейств Scytodidae, Segestriidae, Dysderidae, Oonopidae), редко 2 (роды Nops и Caponina), расположенные обыкновенно в два прямых или изогнутых ряда, иногда, как у Pholcus podophthalmus E. Sim., боковые глаза сближены по три и расположены на роговидных отростках. Глаза простые, двух родов: средняя пара передних глаз, так называемых лобных или главных, снабжена особого устройства ретиной и аккомодационным аппаратом, остальные глаза называются обыкновенно добавочными (средние задние также — теменными) и имеют внутренний отражающий слой (tapetum lucidum).
Брюшко в основном имеет овальную форму, реже круглую, угловатую, или снабжено различного рода отростками (рода Gasteracantha, Phoroncidia), иногда же имеет очень удлинённую, червовидную форму (Ariamnes flagellum Dol.); снизу близ его основания находится половое отверстие, у самцов в виде простой поперечной щели, у самок же оно окружено утолщенной хитиновой пластинкой — эпигиной (epigynum s. sarum) с языковидным, изогнутым отростком (clavus s. ovipositor).

### Строение тела
Тело паука делится на две части: головогрудь (лат. prosoma, или cephalothorax), состоящая из прочного материала — хитина, и брюшко (лат. opisthosoma). Соединяет эти два отдела стебелёк (маленькая трубочка) (лат. pedicel).

### Кровообращение и дыхание
Сердце несёт 3—4 остии. Концевые веточки артерий изливают гемолимфу в систему лакун, то есть в промежутки между внутренними органами, откуда она и поступает в перикардиальный участок полости тела, а затем через остии в сердце. Гемолимфа паукообразных содержит дыхательный пигмент — гемоцианин.
Дыхательная система пауков довольно своеобразна. Они имеют лёгочные мешки, которые похожи на страницы книги, так как имеют пластины. Открываются дыхательными отверстиями, прикрытыми крышками. Есть также обычные трахеи, которые имеют вид длинных трубочек и транспортируют кислород от дыхательных отверстий (дыхалец) к тканям органов.

### Питание, пищеварение и выделение
Пауки являются хищниками и питаются преимущественно насекомыми. В наземных экосистемах это одни из важнейших регуляторов численности насекомых, которых они ежегодно потребляют суммарно от 400 до 800 млн тонн. В то же время более 60 видов пауков, относящихся к 10 семействам, были замечены за эпизодическим употреблением растительной пищи, главным образом пыльцы и нектара. Паук-скакун Bagheera kiplingi питается зелёными частями акаций. Многие пауки ловят добычу при помощи паутины. Поймав добычу, паук убивает её ядом и впрыскивает в неё пищеварительные соки. По истечении некоторого времени (обычно нескольких часов) паук высасывает образовавшийся питательный раствор.

### Центральная нервная система
Головогрудь содержит два нервных узла, которые формируют множество мозговых нервов, и расходятся они от мозга до ног, глаз и остальных органов паука. Мозг может занимать от 20 % до 30 % объёма головогруди.

### Сенсорные органы
У пауков несколько сенсорных органов для ощущения окружения, в котором они живут. У пауков нет ушей. Паук слышит с помощью крошечных волосков (thrichobotria), расположенных на его ногах. С помощью волосков паук способен очень точно определять место излучения звука, интерпретируя движение воздуха, произведённого этим звуком. 
Глаза пауков разных семейств очень сильно отличаются. Обычно у пауков 8 глаз, расположенных в 2 ряда. У некоторых групп число глаз уменьшено до 6 (у Sicariidae, Dysderidae, Oonopidae, у некоторых Pholcidae), до 4 (у Tetrablemma) или до 2 (у Nops и Matta), а у пещерных могут полностью отсутствовать (Anthrobia, Iberina, Telema, Troglothele). У пауков, которые охотятся без ловчей сети, подобно паукам-волкам (Lycosidae), паукам-рысям (Oxyopidae) и паукам-скакунам (Salticidae), очень хорошо развитое зрение. Пауки-скакуны могут видеть почти так же хорошо, как и люди. Эксперименты[какие?] показали, что они даже могут различать цвета. Пещерные пауки, которые живут в темноте, не видят совсем или же видят очень плохо. Они полностью зависят от звуков и ощущений.
У пауков-кругопрядов, например Araneus diadematus, очень маленькие глаза. Им практически не нужно зрение, чтобы ловить добычу. У них очень хорошо развит механизм чувств, который способствует обнаружению движений в своих сетях. 
Пауки чувствуют запахи с помощью специальных чувствительных волос, расположенных на ногах. Вкусовые ощущения у паука во рту отсутствуют. Паук чувствует, съедобна ли его добыча, с помощью химически чувствительных волосков, расположенных на ногах.

### Передвижение
По поверхностям пауки передвигаются с помощью лапок. Водяной паук серебрянка для передвижения в толще воды использует плавательные щетинки на задних ногах.

### Производство шёлка

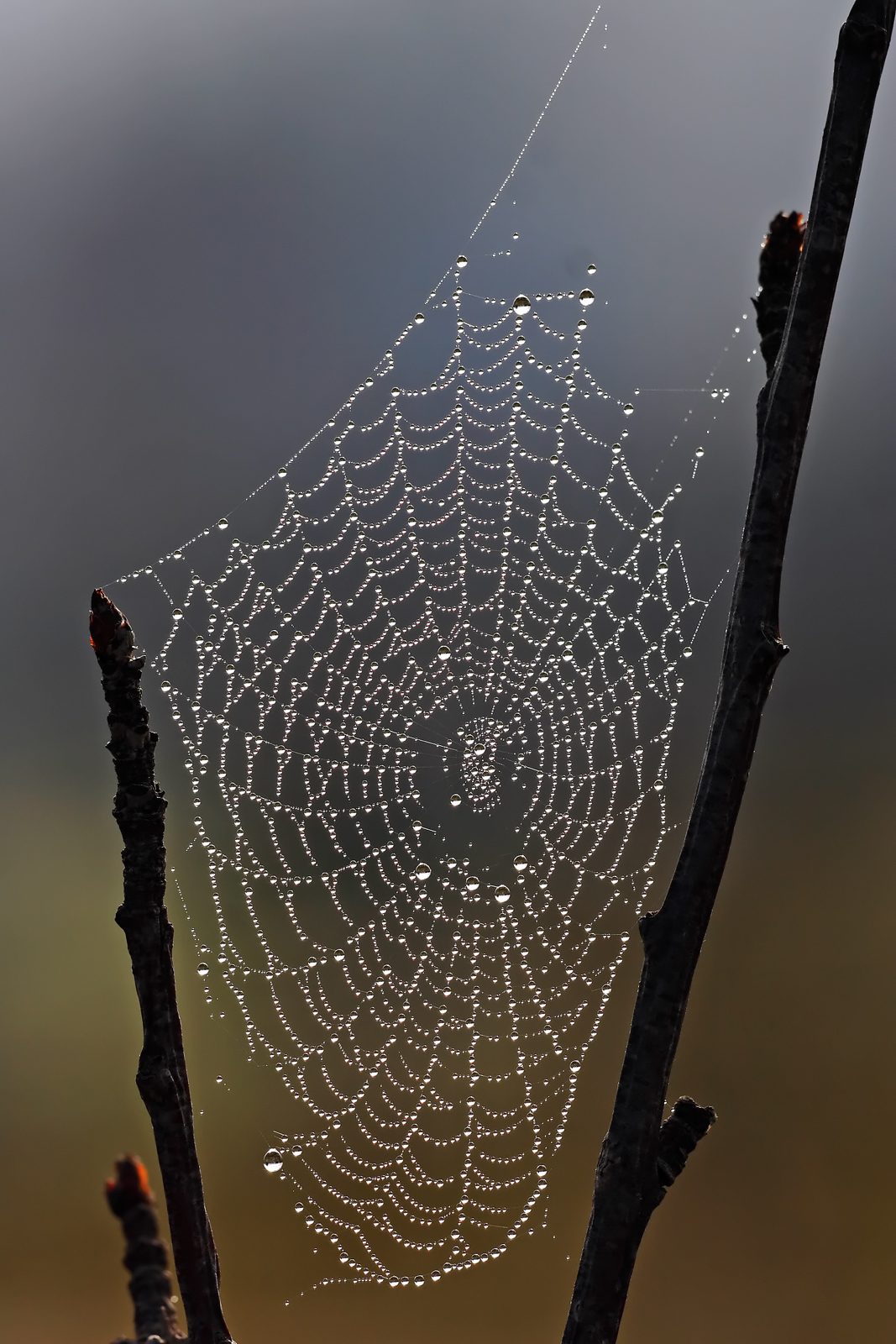
Паутина

Паутина более чем на 50 % состоит из белка фиброина с молекулярным весом 200—300 кДа. Паутина производится для различных целей: для построения ловчих сетей и коконов для яиц, бегства в случае опасности и пр. Известно шесть типов желёз:
- glandula aggregata — производит липкий шёлк;
- glandula ampulleceae — главная и младшая для производства нитей для перемещения;
- glandula pyriformes — производит шёлк для крепежных нитей;
- glandula aciniformes — производит шёлк для заплетания добычи;
- glandula tubiliformes — производит шёлк для мешка с яйцами;
- glandula coronatae — производит нити для осей липких нитей.

У отдельного вида пауков все типы желёз одновременно не встречаются.
Паутина — это упругий материал, рвущийся лишь при растяжении в 2-4 раза. Пауки часто используют паутинный шёлк повторно, съедая ловчие нити, повреждённые дождём, ветром или насекомым. Переваривается он при помощи специальных ферментов.

### Рост и линька

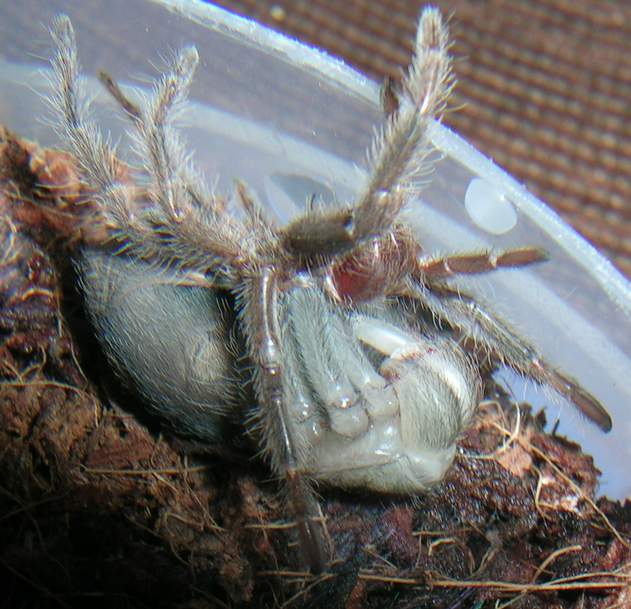
Линька паука-птицееда. Лёжа на спине, паук вытягивает лапки из экзоскелета. Уже вышли хелицеры.

Как и все членистоногие, пауки имеют твёрдый экзоскелет, который почти не способен растягиваться по мере роста животного (за исключением мягкого брюшка). Поэтому, чтобы расти, им необходимо периодически сбрасывать старый хитиновый панцирь, взамен которого появляется новый большего размера. В зависимости от вида пауки могут линять от 5 до 10 раз за всю жизнь. С возрастом частота линек уменьшается.
Перед линькой пауки уходят от своих убежищ и отказываются от пищи. Ноги и брюшко становятся темнее. Новый экзоскелет формируется под старым.

### Размножение
Пауки раздельнополы. Самцы часто меньше и более разноцветные, чем самки. Самцов можно легко опознать по педипальпам, точнее, по продолговатым луковицам на их концах, которые они используют, чтобы ввести сперму в открытые половые органы женских особей.
Органы воспроизводства паука расположены перед прядильными органами. У самцов существуют различные способы демонстрации женской особи того, что он заинтересован в спаривании. Самцы некоторых видов предлагают презент, другие «звякают» ногами по сети самки, а некоторые исполняют танец. Если сигналы правильные и самка готова к спариванию, она позволяет кавалеру приблизиться. До спаривания самцы заполняют продолговатые луковицы (цимбиумы) на концах педипальп спермой, для чего они создают маленькую сеть, затем бросают на сеть несколько капель спермы из гениталий и набирают сперму в цимбиумы.
После спаривания нередки случаи пожирания самкой самца (см. каннибализм пауков).

### Размеры
Длина тела разных представителей варьирует в значительных пределах: от долей миллиметра почти до десятка сантиметров. Самый маленький паук — Patu digua достигает лишь 0,37 мм. Самые крупные пауки — птицееды терафоза Блонда, длина тела которых может достигать 9 см, а размах ног — до 25 см.

### Окраска

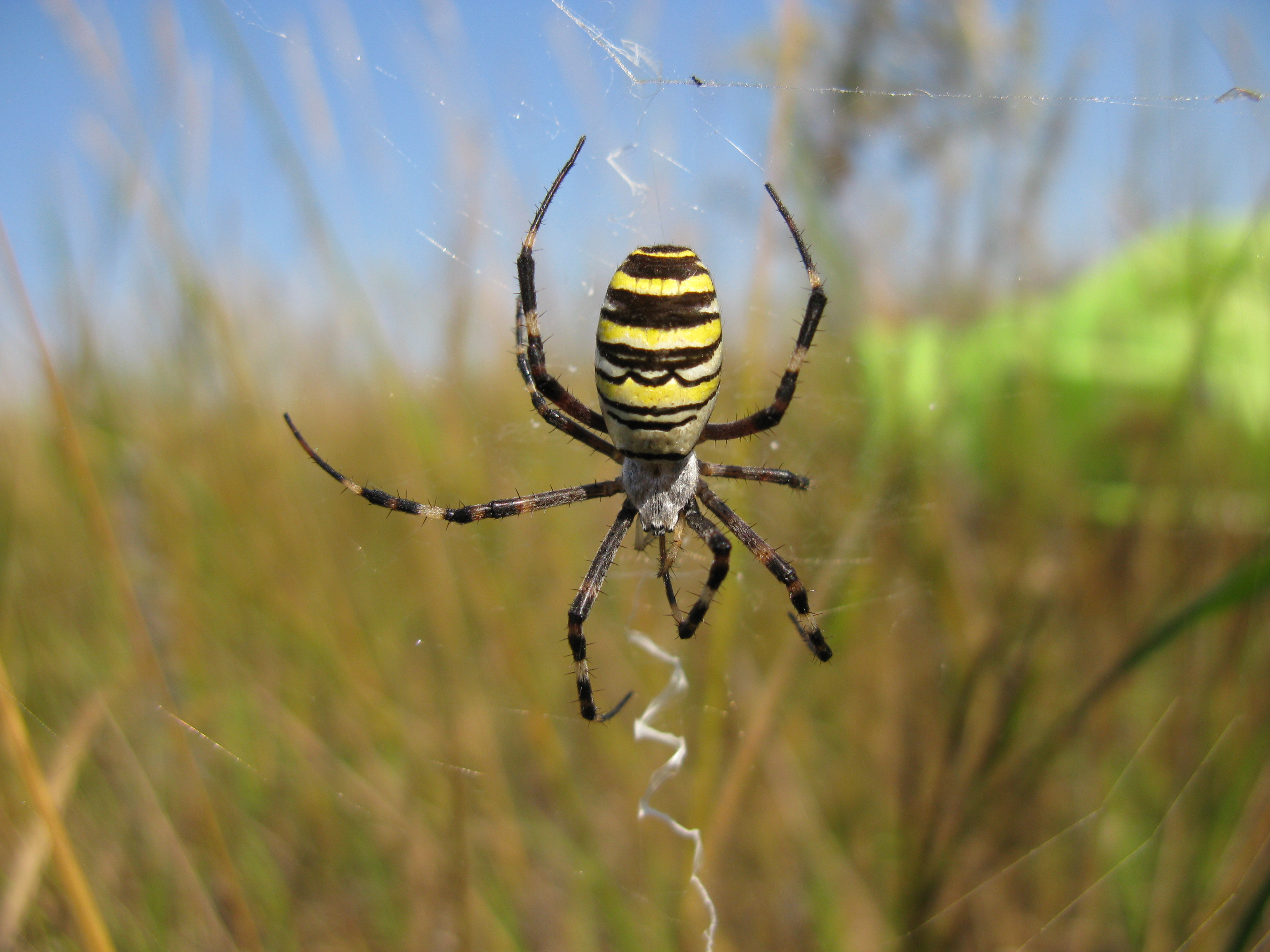
Самка аргиопы Брюнниха на ловчей сети

Пауки имеют только три вида пигментов (визуальные пигменты (англ. ommochrome), билины и гуанины), возможно, имеются ещё неоткрытые. Меланины, каротиноиды и птерины, которые распространены среди животных, у пауков отсутствуют. У некоторых видов экзокутикулы лап и брюшка образуются при помощи дубления, и в результате этого они приобретают коричневый цвет[уточнить]. Билины обеспечивают коричневую окраску. Гуанины ответственны за белый цвет, например у крестовика (Araneus diadematus). Таким родам, как Tetragnatha, Leucauge, Argyrodes и Theridiosoma гуанин придаёт серебристый оттенок. Хотя гуанин изначально является конечным продуктом белкового обмена, у пауков он накапливается в организме, а не выводится. У множества видов есть специальные чешуйки, называемые гуаницитами. Структурные цвета у некоторых пауков проявляются в результате преломления, рассеяния или интерференции света, к примеру, видоизменёнными щетинками чешуек. Белый цвет просомы у Argiope — это результат отражения света волосками, у Lycosa и Josa есть участки тела, покрытые видоизменёнными щетинками, которые имеют свойство отражателей.

## Экология и поведение

### Не хищное питание
Хотя пауки обычно считаются хищниками, паук-скакун Bagheera kiplingi получает более 90 % своей пищи из довольно твердого растительного материала, производимого акациями как частью взаимовыгодных отношений с некоторыми муравьями рода Pseudomyrmex.
Молодые особи некоторых пауков из семейств Anyphaenidae, Corinnidae, Clubionidae, Thomisidae и Salticidae питаются нектаром растений. Лабораторные исследования показывают, что они делают это преднамеренно и в течение длительного времени и периодически чистятся во время кормления. Эти пауки также предпочитают растворы сахара простой воде, что указывает на то, что они ищут питательные вещества. Поскольку многие пауки ведут ночной образ жизни, степень потребления нектара пауками могла быть недооценена. Нектар содержит аминокислоты, липиды, витамины и минералы в дополнение к сахарам, и исследования показали, что другие виды пауков живут дольше, когда нектар доступен. Кормление нектаром позволяет избежать рисков борьбы с добычей и затрат на производство яда и пищеварительных ферментов.

### Захват добычи
Самый известный метод поимки добычи — с помощью липкой паутины. Различное размещение паутины позволяет разным видам пауков улавливать разных насекомых в одной и той же области, например, плоские горизонтальные паутины ловят насекомых, которые вылетают из растительности под ними, а плоские вертикальные паутины ловят насекомых в горизонтальном полёте. У пауков, строящих паутины, плохое зрение, но они чрезвычайно чувствительны к вибрациям.

### Защита
Имеются убедительные доказательства того, что окраска пауков является камуфляжем, который помогает им уклоняться от своих основных хищников, птиц и наездников-паразитоидов, которые обладают хорошим цветовым зрением. Многие виды пауков окрашены так, чтобы сливаться с их наиболее распространенным фоном, а некоторые имеют дизруптивную окраску, полосы и пятна, которые нарушают их очертания. Большинство пауков недостаточно опасны или неприятны на вкус, чтобы предупреждающая окраска приносила большую пользу. Однако у некоторых видов с сильным ядом, большими хелицерами или раздражающей щетиной есть пятна предупреждающих цветов, а некоторые активно демонстрируют эти цвета при угрозе.
У многих представителей семейства Theraphosidae, в которое входят пауки-птицееды и пауки-бабуины Harpactirinae, на животе есть жгучие волоски, которые паук отбрасывает на нападающих с помощью своих лапок. Жгучие волоски тонкие и прочные, имеют хрупкое основание и ряд зазубрин на кончике. Они вызывают сильное раздражение, но нет никаких доказательств того, что они несут какой-либо яд. Некоторые пауки защищаются от ос, включая очень прочные нити в свою паутину, что даёт пауку время убежать, пока осы борются с препятствиями. Золотой катящийся паук Carparachne aureoflava из пустыни Намибии спасается от дорожных ос, переворачиваясь на бок и катясь по песчаным дюнам.

### Социализация
Несколько видов пауков, строящих паутину, живут вместе большими колониями и демонстрируют социальное поведение, хотя и не такое сложное, как у общественных насекомых.
Социальные или общественные пауки демонстрируют различные уровни социальности, из которых определено шесть. Агнарссон и др. подсчитали, что пауки в целом независимо развили социальность 18 или 19 раз. Большинство этих социальных пауков в целом соответствуют квазисоциальному определению социальности, что означает, что они проявляют совместную заботу о выводке, используют одно и то же гнездо (паутину) и имеют некоторое перекрывание поколений. Несколько разновидностей социального поведения существуют среди 23 видов пауков, которые считаются квазисоциальными из примерно 50 тысяч известных видов пауков. Эти 23 вида филогенетически разбросаны по 11 родам в восьми широко разделенных семействах.
Пауки-тенётник Anelosimus eximius (из семейства Theridiidae) может образовывать колонии численностью до 50 000 особей. Род Anelosimus имеет сильную тенденцию к социальности: все известные американские виды являются социальными, а виды на Мадагаскаре, по крайней мере, в некоторой степени социальными. Представители других видов того же семейства, но нескольких разных родов, независимо развили социальное поведение. Например, хотя Theridion nigroannulatum принадлежит к роду, в котором нет других социальных видов, T. nigroannulatum строят колонии, которые могут содержать несколько тысяч особей, которые совместно захватывают добычу и делят пищу. Другие коммунальные пауки включают несколько видов Philoponella (семейство Uloboridae), Agelena consociata (семейство Agelenidae) и Mallos gregalis (семейство Dictynidae). Общественным паукам-хищникам необходимо защищать свою добычу от клептопаразитов («воров»), и более крупные колонии преуспевают в этом. Травоядный паук Bagheera kiplingi живет небольшими колониями, которые помогают защитить яйца и молодых пауков. Даже чёрные пауки-вдовы (род Latrodectus), известные своими каннибалистическими способностями, образовывали небольшие колонии в неволе, делясь паутиной и питаясь вместе.

### Расселение
Осенью многие молодые паучки забираются повыше, выпускают паутину и уносятся с ней ветром на большие расстояния. При этом в степях юга России множество летящих на паутинках паучков образуют многометровый «ковёр-самолёт». Такими перелётами объясняется неоднократно отмеченное появление в большом количестве маленьких паучков на кораблях далеко от берега. Для таких «транспортных» паутинок в современном французском языке есть образное выражение «нить Богородицы» (фр. fil de la Vierge), используемое, например, Л. Н. Толстым в романе «Война и мир» (том 4, эпилог, часть 1, гл. XVI).

## Ареал и места обитания
Пауки обитают по всему земному шару, но в тёплых краях насчитывается больше всего видов. Почти все пауки — наземные животные. Исключение составляет паук-серебрянка, который живёт в воде. Ряд видов пауков охотятся на поверхности воды. Часть пауков строит гнёзда, убежища и норы, другие же не имеют постоянного места обитания. В большинстве своём пауки являются ночными животными.

## Таксономия
Отряд Пауки включает в себя два подотряда:
Mesothelae — включает всего одно семейство Liphistiidae
Opisthothelae — включает два инфраотряда:
- Araneomorphae (Аранеоморфные пауки)
- Mygalomorphae (Мигаломорфные пауки)

По данным Всемирного каталога пауков на 8 августа 2017 года
отряд делится на 37 надсемейств, 112 семейств, 4057 родов и 46 806 видов. Одиннадцать семейств имеют неопределённое положение — это значит, что их размещение в надсемействах, возможно, ошибочно.
| Подотряд/Инфраотряд          | Надсемейств | Семейств | Родов | Видов  |
| ---------------------------- | ----------- | -------- | ----- | ------ |
| Mesothelae                   |             | 1        | 8     | 97     |
| Opisthothelae: Araneomorphae | 26          | 95       | 3 696 | 43 834 |
| Opisthothelae: Mygalomorphae | 11          | 16       | 353   | 2 875  |

## Палеонтология
Описано около 1000 ископаемых видов пауков.
Самые древние находки датируются каменноугольным периодом. Основной материал по палеонтологии пауков представлен инклюзами в янтаре. Нередко в таких ископаемых остатках запечатлены сцены из жизни пауков: спаривание, ловля добычи, плетение паутины, возможно, даже забота о потомстве. Кроме того, в янтарных инклюзах встречаются яйцевые коконы и ловчие сети (иногда с добычей); возраст древнейшей известной ископаемой паутины — около 100 миллионов лет.

## Пауки и здоровье человека
Большинство видов пауков кусают людей лишь в случае обороны, и лишь несколько видов могут причинить больший вред, чем комар или пчела.
По некоторым данным, укус крупного крестовика не менее болезненен, чем ужаление скорпиона. Лишь некоторые пауки смертельно опасны для человека. Из пауков, обитающих на территории России, таким видом является каракурт.

## Использование человеком

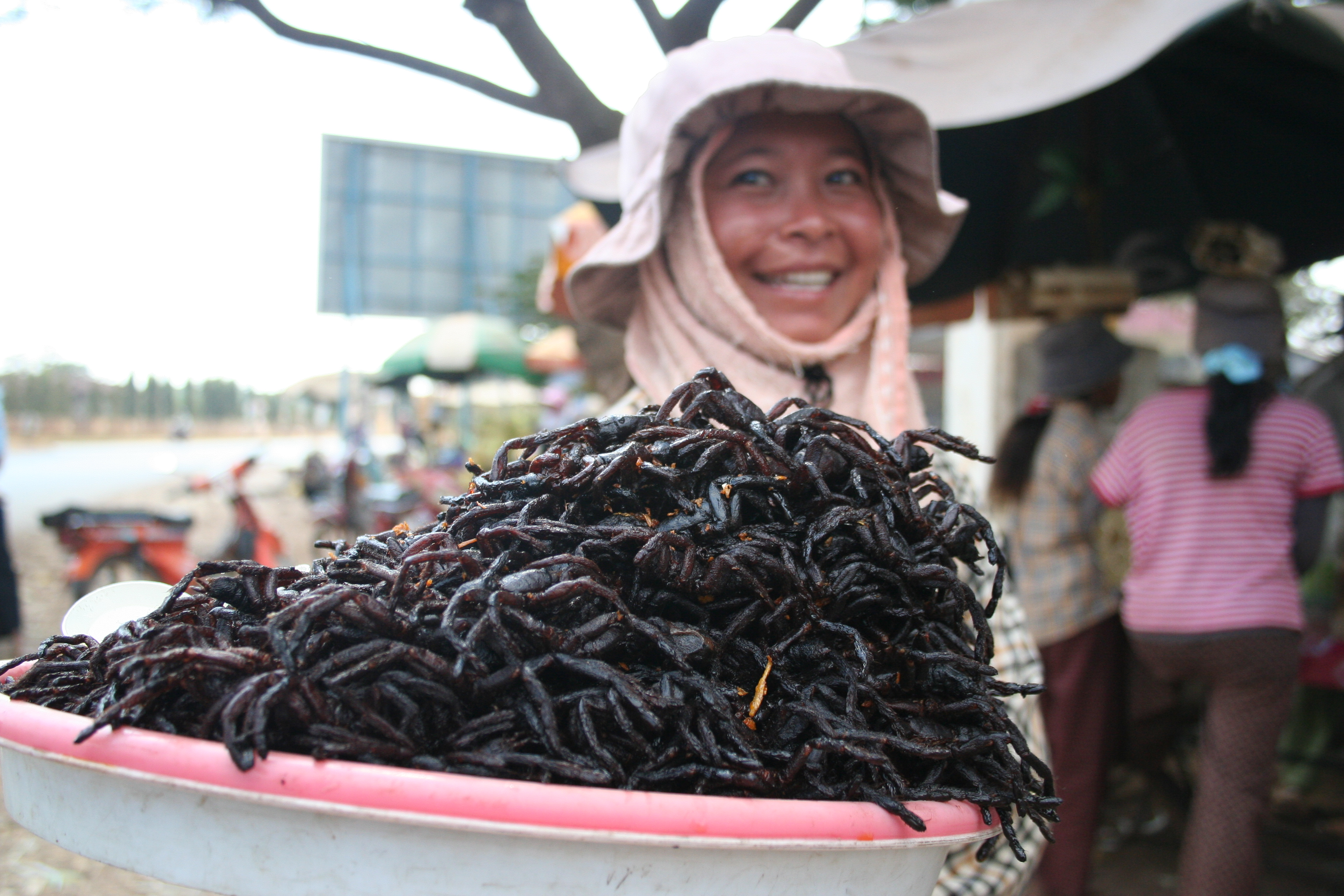
Жареные пауки-птицееды считаются деликатесом в Камбодже

В Камбодже и у индейцев пиароа из южной Венесуэлы жареные пауки-птицееды считаются деликатесом. Перед приготовлением птицееда его жгучие волоски удаляются.
Пауки-птицееды также широко используются в качестве экзотических домашних животных.
Яд большинства пауков, смертельный для насекомых и безвредный для позвоночных животных, меньше загрязняет окружающую среду, поэтому является альтернативой обычным пестицидам. Так, австралийские пауки из подсемейства Atracinae вырабатывают яд, против которого не имеет иммунитета большая часть насекомых-вредителей, распространённых на Земле. Эти пауки прекрасно чувствуют себя в неволе и легко дают ядовитое «молочко». Гены пауков, отвечающие за производство токсинов, могут с помощью генной инженерии вводиться в геном вирусов, которые инфицируют отдельные виды вредителей сельскохозяйственных культур.
Исследуется возможное применение яда пауков в медицинских целях для лечения сердечной аритмии, болезни Альцгеймера, инсульта и эректильной дисфункции.
Поскольку паутина («паучий шёлк») обладает красивым блеском, очень крепкая и износостойкая, делаются попытки производить её с помощью генной инженерии из козьего молока и из листьев растений. Попытки промышленного производства ткани из паучьего шелка столкнулись с проблемой кормления пауков (ввиду их хищнического образа жизни и сравнительно невысокого уровня метаболизма).
Прозрачные волокна паутины используются физиками, работающими над оптическими системами связи, для получения дифракционной картины на интерферограмме в приборе «N-slit interferometer».

## Арахнофобия
Арахнофобия — частный случай зоофобии, боязнь членистоногих (преимущественно паукообразных), относится к числу самых распространённых фобий. Причём у некоторых людей гораздо больший страх может вызывать даже не сам паук, а изображение паука.

## Пауки в культуре и символизме
В кино часто используется образы пауков, например «Человек-паук», «Пауки» (2000), «Паутина Шарлотты», «Гарри Поттер и Принц полукровка», «Гарри Поттер и Тайная комната» и т. д. В кинотрилогии «Властелин колец» образ гигантской паучихи Шелоб был сделан по виду Porrhothele antipodiana.